# Vrbětice (Vlachovice)
Vrbětice jsou vesnice, část obce Vlachovice v okrese Zlín. Nachází se v údolí řeky Vláry, asi 1,5 km na jih od Vlachovic a 6 km jihozápadně od Valašských Klobouk. Je zde evidováno 138 adres. Trvale zde žije 391 obyvatel.
Vrbětice je také název katastrálního území o rozloze 6,16 km2.

## Historie
První písemná zmínka o obci pochází z roku 1318.

### Výbuchy muničních skladů
Dne 16. října 2014 zde došlo k výbuchu muničního skladu č. 16, zahynuli dva lidé. Další, sousední muniční sklad vybuchl 3. prosince téhož roku.

## Pamětihodnosti
V obci se nachází památkově chráněná zvonice neobvyklého šestibokého tvaru. Její originál je umístěn ve Valašském muzeu v přírodě v Rožnově p. Radhoštěm.